# 안드레이 무레샤누

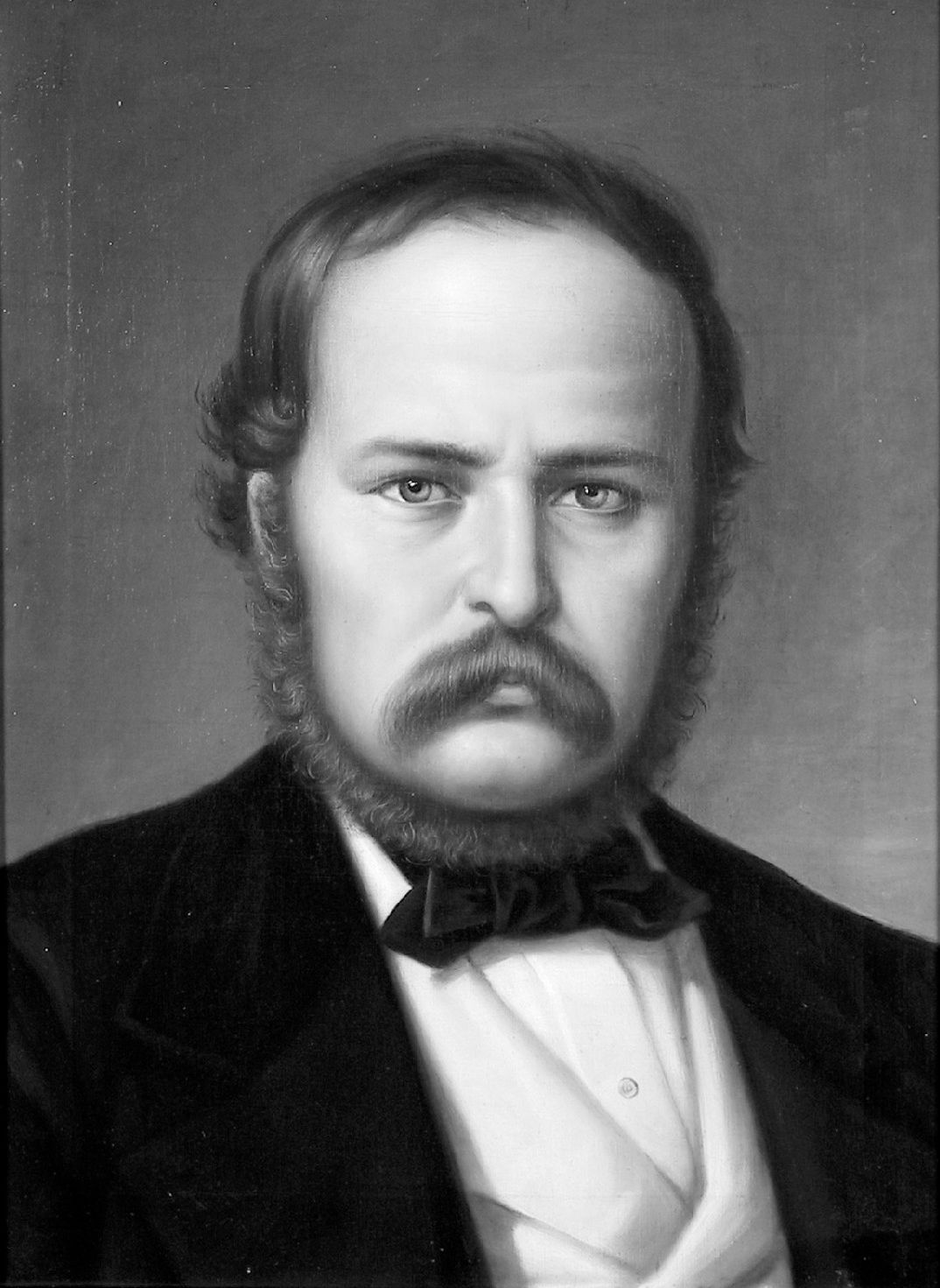
안드레이 무레샤누

안드레이 무레샤누(루마니아어: Andrei Mureşanu, 1816년 11월 16일 ~ 1863년 10월 12일)는 루마니아의 시인이자 혁명가였다.
농민 집안에서 태어난 그는 1838년, 브라쇼브에서 교사로 근무하다가, 블라즈에서 철학과 신학을 공부하였다. 후에 그는 잡지인 포아이아 펜트루 민테 (Foaia pentru Minte), 이니머 시 리테라투러 (Inimă şi Literatură)를 발표하였다. 그는 1848년 블라즈 총회에 브라쇼브 대표단으로 참석하였으며, 트란실바니아 지방의 혁명가로 활동했다.
그의 시 <루마니아인이여, 깨어나라!>(Deşteaptă-te, române!)는 안톤 판의 곡의 가사로 선정되어, 찬송가가 되었다. 니콜라에 벌체스쿠는, 이를 '루마니아의 마르세예즈'라 칭하였다. 이 노래는 1989년 루마니아의 국가로 채택되었다. 하지만 갑작스레 병마와 싸우게 되었고, 끝내 1863년 브라쇼브에서 사망하고 말았다.